# Abram Room
Abram Room (russisk: Абрам Матвеевич Роом) (født 28. juni 1894 i Vilnius i det Russiske Kejserrige, død 26. juli 1976 i Moskva i Sovjetunionen) var en sovjetisk filminstruktør.

## Filmografi
- Dødsbugten (Бухта смерти, 1926)[1][2]
- Mesjtjanskaja nr. 3 (Третья Мещанская, 1927)[3][4]
- Jøder på jorden (Евреи на земле, 1927)[5]
- Spøgelset, der ikke kommer tilbage (Привидение, которое не возвращается, 1930)[6][7]
- Eskadron nr. 5 (Эскадрилья № 5, 1939)
- I bjergene i Jugoslavien (В горах Югославии, 1946)
- Legenden om Sibiriens land (Суд чести, 1948)
- Sølvstøv (Серебристая пыль, 1953)
- Granatovyj braslet (Гранатовый браслет, 1964)
- Tsvety zapozdalyje (Цветы запоздалые, 1970)
- Prezjdevremennyj tjelovek (Преждевременный человек, 1971)